# هيلينا سوانويك
هيلينا لوسي ماريا سوانويك (بالإنجليزية: Helena Swanwick)‏ (حاصلة على وسام رفقاء الشّرف؛ ولدت عام 1864 باسم سيكرت وتوفيت في 16 نوفمبر من العام 1939) كانت نسويّة بريطانية وداعية للسلام. تُقدِّم سيرتها الذاتية بعنوان «كنت شابّة (1935)» سردًا لافتًا للحملة النضالية في سبيل منح المرأة حق الاقتراع في المملكة المتحدة والحملات المناهضة للحرب خلال الحرب العالمية الأولى، إلى جانب مناقشاتٍ فلسفيةٍ حول حركة اللاعنف.
يتواجد اسم سوانويك وصورتها، إلى جانب 85 امرأة أخرى من مؤيدي الاقتراع النسائي، على قاعدة تمثال ميليسنت فوسيت في ساحة البرلمان في لندن، والذي كُشف النّقاب عنه في شهر أبريل من العام 2018.

## النشأة والتعليم
ولدت سوانويك في ميونيخ، وكانت الابنة الوحيدة لإليانور لويزا هنري والرّسام أوزوالد سيكرت (اعتُبر دنماركيًا، إلا أنه لم يتحدّث الدنماركية واعتبر نفسه ألمانيًا). كان شقيق سوانويك هو الرسام الشهير والتر سيكرت. كانت جدتها لوالدتها راقصةً أيرلنديّة حملت من الفلكي ريتشارد شيبشانكس، زميل في كلية الثالوث، كامبريدج.
أثّرت قراءة سوانويك لكتاب جون ستوارت ميل «إخضاع المرأة (1869)» عليها لتصبح نسوية. تتلمذت في كليّة جيرتون، كامبريدج، ثم عُينت أستاذة محاضرة في علم النفس في كلية ويستفيلد عام 1885. تزوجت من فريدريك سوانويك، المحاضر في جامعة مانشستر عام 1888. 

## مسيرتها المهنية
عملت سوانويك كصحفية في البداية تحت كنف الصحفي سي. بي. سكوت، وكتبت مقالاتٍ لصحيفة مانشستر غارديان. انضمت في عام 1906 إلى الاتحاد الوطني لمجتمعات حق التصويت للمرأة، مُفضّلةً إياه على الاتحاد الاجتماعي والسياسي للمرأة (ناشطات في حق تصويت المرأة)، لإيمانها في ثقافة اللاعنف. سرعان ما أصبحت عضوة بارزة في الاتحاد، إذ عملت محرّرةً في جريدتها الأسبوعية، الدّافع المشترك، بين عامي 1909 و1912. رغم آرائها السلمية، كتبت مقالاتٍ لصحيفة «مانشستر غارديان» في شهر نوفمبر من العام 1910 باسم الاتحاد الوطني لمجتمعات حق التصويت للمرأة، دفاعًا عن الناشطين في حق التصويت للمرأة الذين قُبض عليهم خلال معركة داونينغ ستريت. بينما أعربت عن أسفها لما وقع من أعمال عنف، ألقت بلومها على «مراوغات رئيس الوزراء هربرت هنري أسكويث المستمرة» حول حق النساء في التصويت، واصفةً إياه بـ «خبير المراوغة». بقيت في السلطة التنفيذية للاتحاد حتى عام 1915. كانت أيضًا عضوًا في حزب العمل.
مع اندلاع الحرب العالمية الأولى، بدأت سوانويك حملةً للوصول إلى سلمٍ تفاوضي. كانت منذ عام 1914 عضوًا بارزًا في اتحاد السيطرة الديمقراطية. في عام 1915، قدّمت سوانويك ومنادون بارزون آخرين لحق المرأة في التصويت مثل كاثرين مارشال وأغنيس ماود رويدين استقالتهم من الاتحاد لرفضه إرسال مندوبين إلى المؤتمر النسائي الدولي في لاهاي. كانت واحدة من الأعضاء المؤسسين للعصبة النسائية الدولية من أجل السلام والحرية.
انتقدت الكاتبة غلبرت كيث تشيسترتون سلميتها في طبعة 2 ديسمبر من العام 1916 لجريدة أخبار لندن المصوّرة قائلةً: «صرّحت السيدة سوانويك مؤخرًا أنه لا يجب أن يكون هناك عقابٌ للمسؤول البروسي. وأوضحت ذلك بأن البروسي كان موعودًا، أو وعد نفسه، بغزو العالم أجمع؛ ولم ينجح بذلك؛ لذا، على حسب تقديرها، كانت تلك عقوبةً كافية. إذ ما كنتُ لأقترح على المجموعة التي من المفترض عليها أن تُلهم البروباغاندا السّلمية، بأن على الرجل الذي سرق خزناتهم وأموالهم ألّا يلقَ عقابًا على ذلك أكثر من فشله بتحصيل ذلك المال، فيسكون من المنطقي سؤالهم لي فيما إذا كنت أناركيّة».